# IBM
International Business Machines Corporation (вимовляється Ай-Бі-Е́м, також знана як IBM або «Блакитний гігант») — американська електронна корпорація, один із найбільших світових виробників усіх видів комп'ютерів і програмного забезпечення, один із найбільших провайдерів глобальних інформаційних мереж. Корпорація посідає 6-те місце в списку найбільших компаній світу. Штаб-квартира розташована у Армонку, штат Нью-Йорк, США. Історія починається з XIX ст.. IBM виробляє та продає апаратне та програмне забезпечення, послуги (хостинг, консалтинг) у сферах від мейнфреймів до нанотехнологій.
Враховуючи штат у 300 000 співробітників у всьому світі та дохід у 91 млрд $ у 2005 р., IBM є найбільшою компанією у галузі інформаційних технологій у світі. У власності IBM більше патентів, ніж у будь-якої іншої технологічної компанії. IBM має інженерів та консультантів у більш ніж 170 країнах, а IBM Research має вісім лабораторій по всьому світі. Співробітники IBM здобули п'ять Нобелівських премій, чотири Премії Тюрінга, п'ять Національних медалей за розвиток технологій, та п'ять Національних медалей за розвиток науки.

## Історія
Компанія утворилась в 1911 р. як «Computing-Tabulating-Recording Company» (компанія з обчислень табулювання і записів), як об'єднання трьох менших компаній, що виготовляли перфокартні табулятори та іншу офісну продукцію. Компанія отримала свою теперішню назву в 1924 р. під керівництвом Томаса Вотсона (старшого) — людини, яка володіла важливим маркетинговим вмінням. Він став її директором у 1914 році, а в 1924-му отримав повний контроль над фірмою. Вотсон перетворив слабку тоді компанію в провідного американського виробника перфокартних табуляторів, які використовувались урядом і приватними фірмами. Вотсон також розвинув дисциплінований та конкурентноздатний торговий штат, пристосувавши компанію для виробництва табуляторних систем на замовлення.
У 1933 р. IBM купила Electromatic Typewriters, Inc., і таким чином увійшла в область електричних друкарських машинок, у якій зрештою стала промисловим лідером. У період Другої світової війни IBM допомогла сконструювати декілька швидкісних електромеханічних калькуляторів, що були попередниками електронних комп'ютерів. 1952 року з'являється IBM 701, перший великий комп'ютер на електронних лампах. Проте, фірма утримувалася від виробництва цих електронних систем обробки даних, поки син Вотсона, Томас Вотсон-молодший став президентом компанії в 1956 році. Під його керівництвом доходи компанії зросли до $8 млрд, а число працівників — до 270 тис. чоловік.
Після того як IBM почала виготовляти комп'ютери, капітал дозволив компанії інвестувати більше грошей у розвиток. До 1960-х IBM захопили 70 % від світового та 80 % від американського виробництва комп'ютерів.
У 1959 році з'явилися перші комп'ютери IBM на транзисторах, які досягли такого рівня надійності та швидкодії при якому ВПС США визнали можливим використовувати їх у системі раннього оповіщення ППО. Трохи раніше, в 1957 році, IBM ввела в ужиток мову FORTRAN (FORmula TRANslator), що застосовувалася для наукових обчислень і стала одним з основних джерел «проблеми 2000 року».[джерело?]
У 1964 році було представлено сімейство універсальних комп'ютерів IBM System/360 з байтовою адресацією пам'яті і т. д. Сумісні з System/360 комп'ютери IBM System z випускаються досі: це абсолютний рекорд сумісності.
В 1971 році компанія представила гнучкий диск, який став стандартом для зберігання даних.
У 1972 році був представлений оновлений логотип (літери з синіх смужок) компанії, що використовується дотепер. Над логотипом працював дизайнер Пол Ренд (англ. Paul Rand).
IBM спеціалізувалася на суперкомп'ютерах, що могли обробляти цифрові дані на великих швидкостях. Компанія не виходила на зростаючий ринок персональних комп'ютерів до 1981 р., коли був представлений IBM Personal Computer. Цей продукт зайняв велику долю ринку, але IBM не досягла панування в цій області. Новий напівпровідниковий чип дозволив зробити комп'ютери меншими за розмірами та полегшив їх виробництво. Це дозволило меншим компаніям увійти на ринок та створювати нові вдосконалення. Величезний розмір IBM не дозволяв швидко пристосовуватися до зростаючих темпів зміни технологій, і в 1990-х компанія зменшилася.

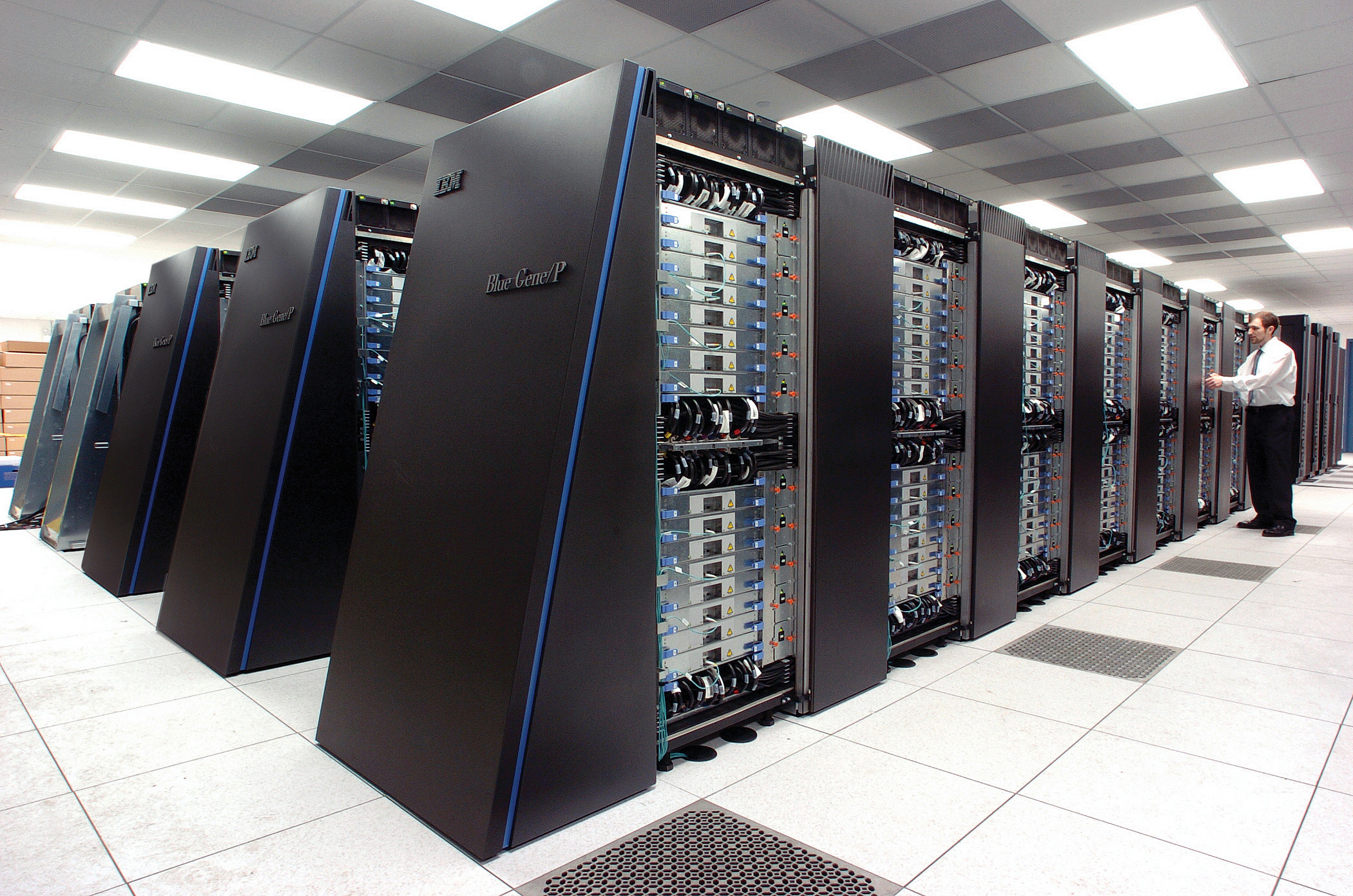
Президент Барак Обама нагородив суперкомп'ютери Blue Gene Національною медаллю технологій та інновацій США 18 вересня 2009 року.

IBM PC, початково позначений як IBM 5150, був представлений 1981 року, і незабаром став стандартом галузі. 1991 року IBM продав виробника принтерів Lexmark. 1993 року IBM зазнав втрат у розмірі 8 мільярдів доларів — найбільший на тоді в американській корпоративній історії.
У 1995 році IBM купила Lotus Development Corporation, головного виробника офісного програмного забезпечення на той час.
У 2002 році IBM придбав PwC. 2003 року компанія започаткувала проєкт з перевизначення цінностей компанії. Використовуючи технологію Jam, відбулась триденна інтернет-дискусія щодо ключових ділових питань з 50 000 працівниками. Результати обробили за допомогою складного застосунку (eClassifier) для аналізу тексту для визначення найважливіших тем. Виявили три, які виразили так: «Присвята успіху кожного клієнта», «Новаторства, які важливі для нашої компанії і для світу» і «Довіра і особиста відповідальність в усіх взаєминах». Ще один триденний Jam відбувся у 2004 році, з 52 000 працівників на якому обговорювалось як втілити цінності компанії в життя.
31 січня 2008 року IBM придбала компанію Cognos — розробника рішень Business Intelligence.
Компанія почала застосовувати аналітичну програму Watson Analytics, що прогнозує, наскільки той чи інший працівник буде корисним в майбутньому та пропонує видавати йому премії за майбутні заслуги. Watson Analytics звертає увагу на досвід та проєкти співробітника, щоб визначити його потенційні навички та якості, які можуть знадобитися IBM у майбутньому. Також у полі зору — чи відвідував працівник внутрішні тренінги та семінари. Поки оцінку Watson враховують, лише коли виникає питання премій, гонорарів та підвищення.

### Ера комп'ютерів
1981 рік увійшов в історію людства як рік появи персонального комп'ютера IBM PC. 640 кілобайт оперативної пам'яті і одного або двох флоппі-дисководів цілком вистачало, щоб виконувати операційну систему DOS, запропоновану невеликою в той час компанією Microsoft, і деяку кількість застосунків. Поряд із DOS, пропонувалися моделі на ОС CP/M-86 і UCSD Pascal P-system, але ці системи не вижили, оскільки Microsoft надала унікальну для того часу пропозицію: придбати за одноразову виплату ліцензію на поставку програмного забезпечення на необмежену кількість комп'ютерів, що істотно знизило ціну конфігурації з MS-DOS, привернуло велику кількість покупців і відповідно принесло широку популярність Microsoft.
Примітно, що цій машині керівництво компанії спочатку зовсім не надавало значення: розробкою займалася група всього з чотирьох людей (під керівництвом Філіпа Дональда Естриджа). І, що мало найпомітніші наслідки, всупереч своїм твердим принципам охорони інтелектуальної власності, IBM не запатентувала ні DOS (з інтерпретатором мови BASIC), ні ще один революційний винахід розробників: BIOS. У результаті більш прозорливі сторонні розробники, користуючись опублікованими специфікаціями, наробили клонів IBM PC, що призвело до вибухового зростання ринку, але велика частка (при значному обсязі) була для IBM втрачена.
Орієнтовно в 1984 році була запущена серія AS/400 — міні-комп'ютер, призначений для бізнес-завдань. Мав зворотну сумісність із раніше випущеною міні-ЕОМ S/36 S/38. У ньому були застосовані технології SCSI, котрі понині використовуються в серверах. Комп'ютери цієї серії виготовляються досі.
У 1986 році IBM по продажах поступилася першим місцем на власноруч створеному ринку персональних комп'ютерів.
У 1990 році була зроблена спроба перехопити ініціативу на ринку персональних комп'ютерів випуском комп'ютерів серії PS/2 з операційною системою OS/2, несумісних ні апаратно, або програмно з PC DOS. У машинах були застосовані прогресивні технології, наприклад шина Micro-Channel (набагато перевершувала застосовувану тоді в РС шину ISA, а шина PCI з'явилася тільки в 1991 році). Серія PS/2 не отримала широкого визнання на ринку і незабаром її випуск був згорнутий. Однак роз'єми для клавіатур і мишей на основі штекера Mini-DIN, названі портами PS/2, досі широко застосовуються і в PC.
У рамках даної серії планувався випуск операційної системи OS/2 Warp V3.0, спочатку створювалася безпосередньо з Microsoft, IBM раніше спиралася на ринок мейнфреймів, що призвело до відставання в розробці цього проєкту, використання стандартів, спрямованих насамперед на сумісність з 360-ю серією та відсутністю підтримки стороннього обладнання. У результаті Microsoft переключилася на розробку Windows, а серія комп'ютерів під OS/2 вийшла на ринок пізніше запланованого терміну, і незважаючи на масовану рекламну кампанію і досить хороші характеристики, проєкт не зміг утриматися на ринку.

### Ера консалтингу
У 1990-х роках у бізнесі IBM дедалі виразніше простежувалося прагнення змістити фокус бізнесу в бік надання послуг, передусім консалтингу. Найяскравіше це проявилося 2002 року, коли «блакитний гігант» придбав консалтинговий підрозділ аудиторської компанії PricewaterhouseCoopers за 3,5 млрд $. Цей бізнес влився в підрозділ IBM Global Services, станом на 2005 рік був найбільш прибутковим у структурі IBM і приносив більше половини доходу компанії.
Фокусуючи свій бізнес на постачання послуг, в 2005 році IBM продала за 1,8 млрд $ свій підрозділ по виробництву і продажу персональних комп'ютерів (лінійки ThinkPad і ThinkCentre) китайській компанії Lenovo. А в 2014 році компанія Lenovo вже за 2,3 млрд $ купила в IBM ще й підрозділ, що відповідав за розробку і виробництво x86-серверів (переважно лінійки System X і BladeCenter). У тому ж 2014 році, продавши свої напівпровідникові фабрики компанії GlobalFoundries, IBM оголосила, що в сегменті напівпровідникових виробів вона стає безфабричною компанією — тобто продовжить розробляти процесори, але відмовиться від їх виробництва.
У березні 2017 року корпорація IBM оголосила про проєкт IBM Q — створення першого в світі універсального квантового комп'ютера, доступ до ресурсів якого буде надаватися через хмарну платформу IBM Cloud. Заплановано, що протягом декількох років буде створена універсальна квантова обчислювальна система для виконання завдань із розробки нових лікарських препаратів, передових матеріалів, дослідження в галузі штучного інтелекту, цифрової безпеки, логістики та фінансових сервісів.
На конференції IBM Think 2018 представники компанії презентували найменший комп'ютер у світі на той час. Цей комп'ютер має розмір 1 на 1 міліметр, що можна порівняти з розміром крупинки кухонної солі. Вартість виробництва одного такого комп'ютера оцінюється менше ніж в 10 центів.

## Діяльність

### Ключові підрозділи IBM
- IBM Global Services (IGS, консалтинговий підрозділ), приніс компанії 47,357 млрд $ доходу з 91,134 млрд $ в 2015 році.
- IBM Software Group (підрозділ по розробці ПЗ), приніс компанії 15,753 млрд $ доходу в 2015 році.
- IBM Systems & Technology Group (STG, підрозділ з виробництва обладнання), приніс компанії 23,857 млрд $ у 2015 році.
- IBM Watson Group (підрозділ когнітивних обчислень — виріс із розвитку проєкту суперкомп'ютера IBM Watson).
- IBM Research — дослідницький підрозділ.
- IBM Global Financing.

### Програмне забезпечення
IBM розробляє:
- операційні системи z/OS, z/VM, z/VSE, IBM i (раніше називалася OS/400), AIX (UNIX), а також активно підтримує розвиток GNU/Linux (зокрема дистрибутиви Linux для платформи Power Systems);
- файлові системи GPFS, HPFS, CFS, JFS;
- системи управління базами даних DB2, Informix, IMS;
- серію засобів проєктування програмного забезпечення IBM Rational;
- пакет проміжного програмного забезпечення WebSphere;

Програмне забезпечення спільної роботи Lotus Notes / Domino у 2018 році продано фірмі HCL (HCL Domino).
Розробку офісного пакету IBM Lotus SmartSuite припинено 2013 року.
Суб-бренд Tivoli Software 2013 року перейменований на IBM Cloud and Smarter Infrastructure.
Серію компіляторів і середовищ розробки IBM VisualAge (наприклад, VisualAge C ++, VisualAge Smalltalk і інші) випускалася до 2007 року. Вебсайт продуктів VisualAge припинив роботу 2011 року.

### Комп'ютери та обладнання
IBM виробляє:
- Мікропроцесори архітектури POWER: POWER7, POWER7 +, POWER8;
- Сервери на базі процесорів POWER: Power Systems, PureApplication, PureData;
- Мейнфрейми серії: IBM System z;
- Суперкомп'ютери, типу: Blue Gene, Deep Blue, IBM Watson;
- Системи зберігання даних: IBM System Storage.

Раніше[коли?] компанія також займалась виробництвом промислових принтерів, жорских дисків, системи розрахунково-касових терміналів та комп'ютерів на базі процесорів архітектури x86 (настільні комп'ютери, робочі станції, ноутбуки).

### Наукові та технічні розробки
- Архітектури центральних процесорів для трьох ігрових приставок нового (2006) покоління: Sony PlayStation 3 (Cell), Nintendo Wii (Broadway) і Microsoft Xbox 360 (Xenon).
- Кремній на ізоляторі (КНІ) (англ. Silicon on insulator, SOI) — технологія виготовлення напівпровідникових приладів, заснована на використанні тришарової підкладки зі структурою кремній-діелектрик-кремній замість звичайно застосовуваних монолітних кремнієвих пластин.
- DES (Data Encryption Standard) — симетричний алгоритм шифрування, у якому один ключ використовується як для шифрування, так і для розшифровки даних. DES розроблений IBM і затверджений урядом США в 1977 році як офіційний стандарт FIPS 46-3.
- Фортран (Fortran) — перша реалізована мова програмування високого рівня. Створено в період з 1954 по 1957 рік групою програмістів під керівництвом Джона Бекуса в IBM.
- Фрактал — фрактальна геометрія дозволяє математично описувати різні види неоднорідностей, що зустрічаються в природі. Вперше введений вченим з дослідницького центру IBM імені Томаса Джона Уотсона Бенуа Мандельбротом в 1967 році в його статті в журналі Science.
- Магнітна головка на ефекті гігантського магнітного опору — менш, ніж через 20 років після відкриття явища ГМС, IBM розробила технологію виробництва магнітних головок з його використанням, що призвело до революції в технологіях зберігання даних.
- Високотемпературна надпровідність — двоє вчених IBM Ґеорґ Беднорц і Александр Мюллер отримали в 1987 році Нобелівську премію з фізики за їх відкриття (1986 року) надпровідності керамічних матеріалів на основі оксидів міді-лантану-барію. Ці матеріали вимагали набагато менш глибокого охолодження, що відкрило перспективи широкого комерційного застосування надпровідності.
- Зберігання даних на жорсткому магнітному диску — в 1956 році IBM анонсувала першу в світі систему зберігання даних на магнітних дисках (IBM 305 RAMAC).
- DRAM (Dynamic Random Access Memory) — один з видів комп'ютерної пам'яті з довільним доступом (RAM), що найбільш широко використовується як оперативна пам'ять сучасних комп'ютерів. Цю концепцію вперше запропонував Роберт Деннард 1966 року в дослідному центрі IBM імені Томаса Джона Вотсона і її запатентовано 1968 року.
- Архітектура RISC (англ. Reduced Instruction Set Computing) — обчислення зі скороченим набором команд. Перші роботи розпочали 1975 року в дослідному центрі IBM імені Томаса Джона Уотсона, прототип був готовий в 1980 році.
- Реляційна база даних — концепцію вперше опублікував 1970 року Едгар Кодд з Алмаденского дослідного центру IBM в роботі «A Relational Model of Data for Large Shared Data Banks».
- Тунельний мікроскоп винайшли 1981 року Герд Бінніг та Генріх Рорер, які 1986 року за цей винахід здобули Нобелівську премію з фізики.
- Тонкоплівкові магнітні головки — 1979 року розроблено технологію виготовлення магнітних головок методом фотолітографії.
- У 2016 році у IBM повідомили про створення першого в світі 5-нанометрового чипу. Чип в 5-нм вміщає 30 млрд транзисторів.[джерело?]
- У 2021 році у IBM повідомили про створення першого в світі 2-нанометрового чипу. Нові 2-нанометрові чипи завбільшки з ніготь, містять 50 мільярдів транзисторів, кожен розміром у дві нитки ДНК. Ця розробка дасть змогу розвивати інновації, пов'язані зі штучним інтелектом[40].

## Міжнародна діяльність

### ІБМ Україна
Товариство з обмеженою відповідальністю «ІБМ Україна» зареєстроване 11 вересня 2006 року. 2008 року IBM в особі ТОВ «ІБМ Україна» вступила до Асоціації підприємств інформаційних технологій України.
Генеральним директором «ІБМ Україна» з 27 лютого 2010 є Пенко Дінев.
З 2013 року компанія проводить в Києві конференцію для своїх клієнтів та бізнес-партнерів «IBM SolutionsConnect». У 2016 році конференція зібрала близько 550 учасників.

## Поглинання компаній
За роки своєї діяльності IBM неодноразово поглинала різні компанії, що працюють на ІТ-ринку.
Після того, як IBM стала світовим лідером у сфері інформаційної безпеки, вона постійно розширяла свій підрозділ IBM Security. Одним із найбільших придбань у цій області стала купівля в 2006 році за 1,3 млрд $ компанії Internet Security Systems (ISS), а в лютому 2017 року IBM оголосила про придбання вже 20-ї за рахунком компанії в області IT-безпеки — це Agile 3 Solutions, розробника програмного забезпечення управління ризиками, пов'язаними з уразливими даними в корпоративному середовищі.
Приблизно з 2007 року корпорація IBM почала працювати в сегменті хмарних обчислень і бізнес-послуг, що надаються через інтернет. Зміцнюючи свої позиції в цьому секторі, в 2013 році IBM придбала приблизно за 2 млрд $ великого міжнародного хостинг-провайдера — компанію Softlayer Technologies, яка володіла мережею з 13 дата-центрів у США, Сінгапурі та Амстердамі, а в 2014 році оголосила про вкладення понад 1,2 млрд $ у будівництво 15 нових дата-центрів у рамках стратегії по розширенню хмарних сервісів на платформі IBM Cloud.
Серед найбільших подібних сучасних угод — купівля розробника хмарних сервісів Apptio за 4,6 млрд $. Згідно повідомлення агентства Reuters, сторони розраховують остаточно закрити це питання у другій половині 2023 року.

## Судові процеси
7 травня 2024 року, як повідомило агентство Reuters, Пʼятий окружний апеляційний суд США в Новому Орлеані скасував рішення, яке зобов’язувало IBM виплатити компанії BMC Software, Inc. з надання послуг у сфері інформаційних технологій, консалтингу та корпоративного програмного забезпечення, яка базується в Х’юстоні, 1,6 млрд $. Раніше суддя визнавав, що IBM неналежним чином замінила на своє власне програмне забезпечення для мейнфреймів BMC в AT&T.